# 妖怪手表 (游戏)
《妖怪手表》是Level-5开发，任天堂在任天堂3DS发行的角色扮演游戏。游戏于2013年7月在日本地區发售，2015年在北美發售，任天堂Switch版本則計劃于2019年10月10日在日本地區發售。

## 遊戲玩法

### 妖怪種族
妖怪主要為八個不同的種族，且每個種族的妖怪都各有其優缺點。
部分妖怪需通過扭蛋機、網絡配信或合成方式才可獲得。比如：傳奇妖怪、版本限定妖怪。
當妖怪的等級達到一定的程度時，妖怪可以自行進化成更加強大的妖怪，但部分妖怪需通過特定物品或其它妖怪的融合才可以順利進行進化。

### 戰鬥系統
當玩家與妖怪作戰時，玩家可以召喚已經成為朋友的妖怪（最多六個）進行戰鬥。
在戰鬥的過程中，玩家需通過Nintendo 3DS掌機的下方的觸摸屏操作並進行戰鬥。玩家可在戰鬥中進行有：旋轉表盤更換作戰妖怪、回復妖怪體力、標記敵方妖怪的弱點位置或优先攻击妖怪、使用必杀技、清除妖氣或者給敵方妖怪投掷食物，以增加好感度，成為妖怪朋友（有一定機率）。

### 鬼時間
遊戲中包含隨機挑戰事件：鬼時間，且該事件僅在夜晚發生。玩家在夜間出門時會有一定機率觸發鬼時間，當玩家進入鬼時間領域時，玩家可以在該領域內尋找稀有寶箱、擊敗赤鬼或者直接前往領域出口，脫出鬼時間領域。但在此之前，玩家應儘量避免被其它妖怪發現，而避免將強大的妖怪：赤鬼吸引過來。
成功脫出鬼時間領域的玩家會獲得比較豐厚的獎勵。

### 交通系統
遊戲包含了簡單的交通系統，其目的是教育玩家在現實生活中遵守交通規則。在遊戲地圖中的某些道路上會有交通指示燈，玩家可以等待交通指示燈變為綠燈後穿行或者直接闖紅燈，但多次闖紅燈玩家會有一定機率被其妖怪搭檔批評或遇到S級別的妖怪

## 开发
總部位於日本福岡Level-5公司 。在妖怪手錶尚未開發之前，Level-5公司以益智冒險類遊戲雷頓教授系列聞名。該遊戲也是任天堂DS平台上最暢銷的遊戲系列之一。至今為止已售出了1500萬套。在Level-5公司的遊戲獲得成功之時，Level-5 CEO 日野晃博提出的新遊戲計劃：創造出一個類似於哆啦A夢的開放世界角色扮演遊戲，大部分Level-5員工表示對此有興趣並願意加入開發計畫

## 评价

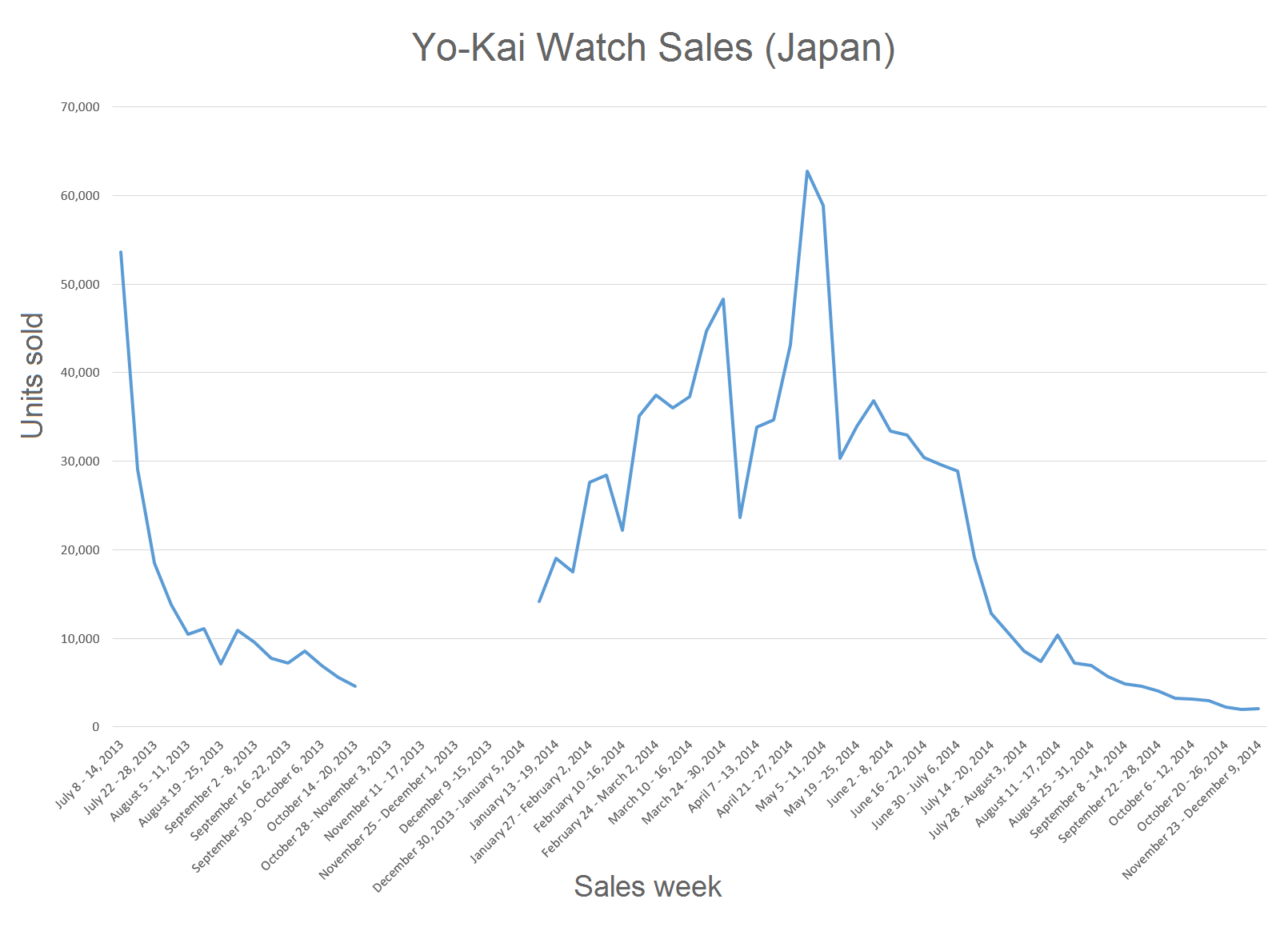
Media Create的游戏周度销量统计

《妖怪手表》首周售出5.3万套，仅次于9.2万销量的《皮克敏3》，是日本当周最畅销的掌机游戏。按《Fami通》的统计，《妖怪手表》是年度第23畅销游戏，销量28余万。在2014年2月，《妖怪手表》动画播映的第二个月，Level-5报告游戏仅实体版销量就突破50万。销售追踪商Media Create在2015年5月报告，《妖怪手表》含数字版在内，销量达80万，但《Fami通》同期估计的销量为65万。Level-5则在4月就报告游戏出货量破百万，Level-5总裁日野晃博在《Fami通》的采访中表示，游戏很快就会达到百万的里程碑。Media Create在6月称，《妖怪手表》的销量自1月起稳步增长，最终在续作发售前一个月突破百万。游戏在2014年11月时的销量为129.4万。
《Fami通》为游戏打出36/40分。

## 外部鏈接
- 官方网站